# Influenszer

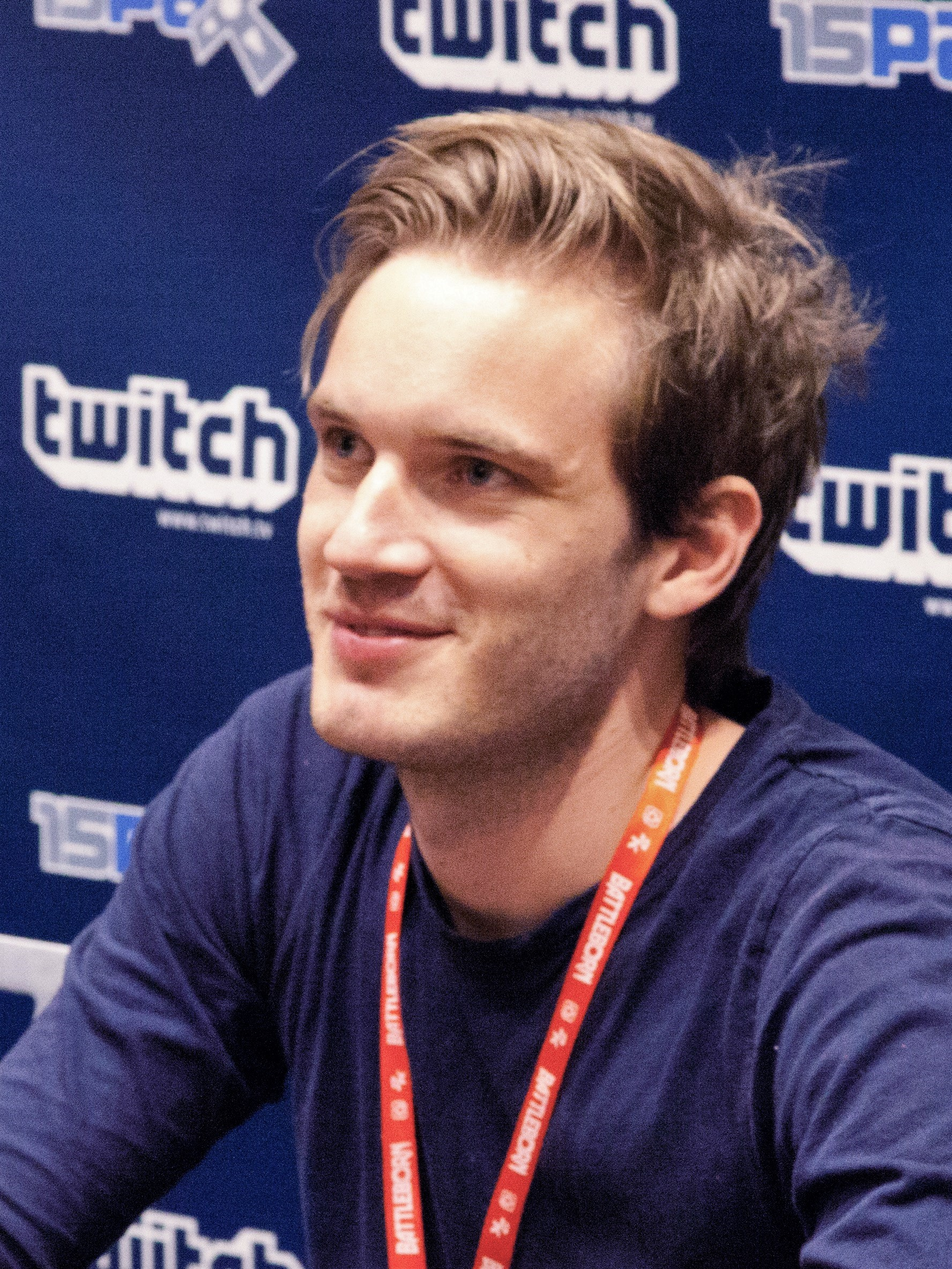
PewDiePie az egyik legtöbb feliratkozóval rendelkező youtuber influenszer

Az influenszer vagy influencer (eredete az angol influence ige „hatással van, rábír, befolyásol” → ebből képzett influencer melléknévi igenév „befolyásoló, rábíró”) szót leginkább a közösségi médiában hírnevet szerzett tartalomalkotókra használják, akik népszerűségüknek köszönhetően befolyásolni képesek a követőiket akár véleményformálás, akár fogyasztói viselkedés tekintetében.

## Jellemzői
Bár véleményvezérek korábban is léteztek (például sportolók, színészek, közszereplők), a közösségi média, azon belül is olyan platformok, mint a Facebook, YouTube, Twitter, Instagram, Twitch vagy a TikTok megjelenése és rohamos bővülése lehetőséget teremtett egy újfajta kommunikációra alkotó és tartalomfogyasztó között. A hagyományos marketingstratégiák kiegészültek az úgynevezett influencer marketinggel, ahol cégek szponzorálnak egy-egy tartalomalkotót, ezzel a célközönséghez juttatva el az üzenetüket. Például az ezredfordulós, illetve Z generációhoz tartozó YouTube-felhasználók 70%-a szerint a youtuberek befolyással vannak a popkultúrára, 60% pedig szívesebben alapozza vásárlási döntéseit a kedvenc youtuberei véleményére, mint tévé- vagy mozisztárokéra. A követők általában megbíznak az influenszer véleményében, megbízható forrásnak tartják, ami kutatások szerint annak köszönhető, hogy a hagyományos sztárokkal ellentétben az influenszerek „átlagosnak”, megközelíthetőnek, hitelesnek mutatják magukat, közelebb állónak az őket követő egyénhez, így véleményükben jobban megbíznak a követők. Az influenszereket politikai kampányokhoz is felhasználhatják.
Az influenszerek közé tartozhatnak szakemberek, tudósok is, akik ezen platformok segítségével is közvetíthetnek tudást, tapasztalatot, véleményt.
A Forbes 2017-ben olyan influenszereket nevezett meg kiemelkedőként, mint a divatblogger Chiara Ferragni, akinek saját cipőmárkája is van már; a What’s Up Moms, akik hét számjegyű szerződéseket kötnek vállalatokkal; vagy Grumpy Cat, a leghíresebb internetes mémmé vált macska.

## Típusaik
Az internethírességeket, influenszereket a következő kategóriákba lehet sorolni elérés szerint: nano-, mikro-, makro-, megainfluenszer és celeb. A nanoinfluenszereknek (az Instagram platformját figyelembe véve) 5000 alatti a követőszámuk, a mikroinfluenszerek 5000 és 100 000 között mozognak, a makroinfluenszereknek 100 000 és 500 000 közötti a követőszámuk, a megainfluenszereknek akár ötmillió is lehet, celebnek pedig az ötmillió feletti követőszámmal rendelkezők számítanak.
A fő profilként használt platform szerint az influenszerek lehetnek: bloggerek, vloggerek (videóbloggerek; azon belül youtuberek), instagrammerek. Ugyanakkor léteznek Twitter-influenszerek és TikTok-influenszerek is.